# Lindgården, Djurgården

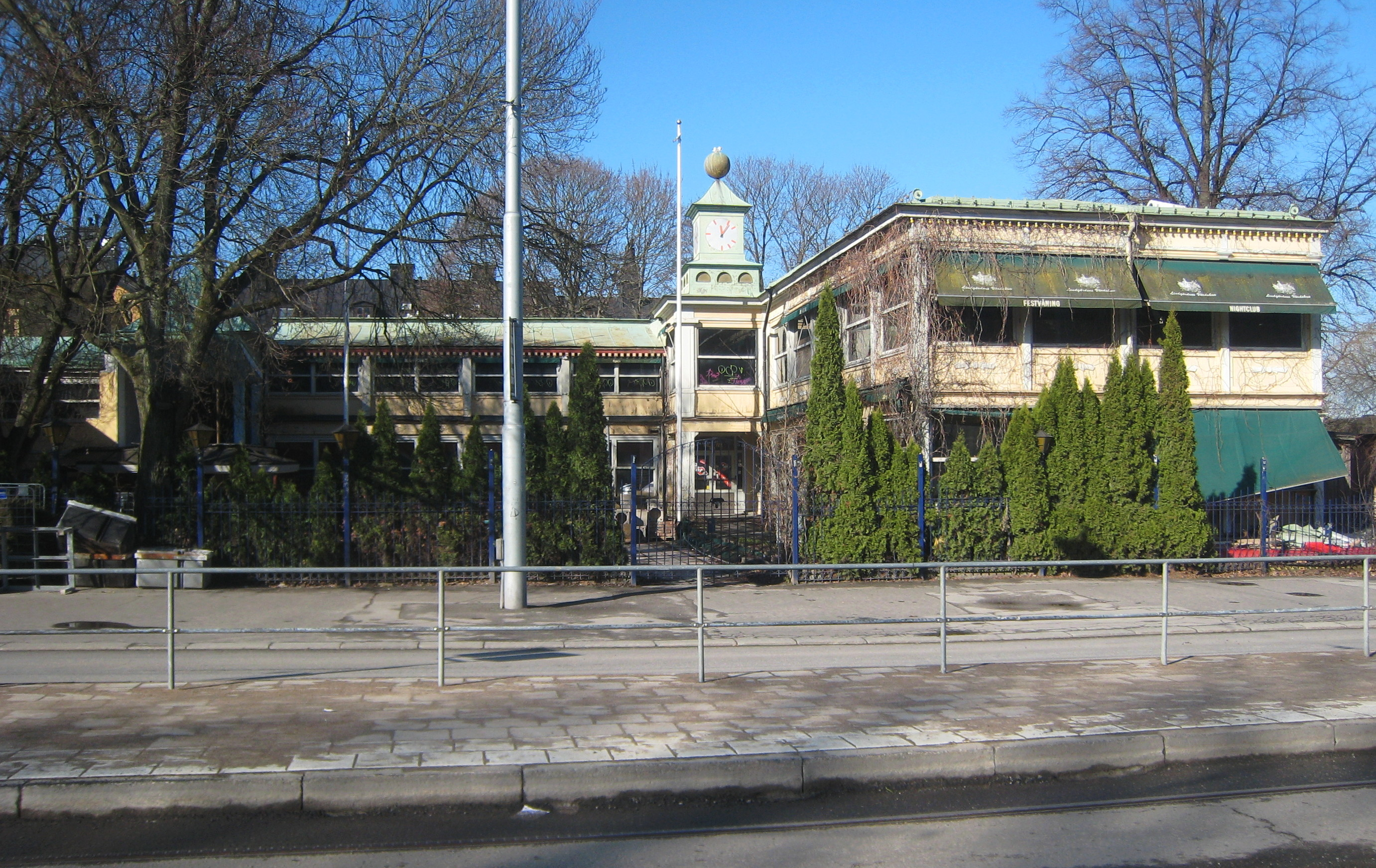
Lindgården i april 2010.

Lindgården var en restaurangbyggnad av trä i kvarteret Konsthallen vid Djurgårdsvägen i stadsdelen Södra Djurgården, Stockholm, uppförd 1929 och riven 2011. På platsen invigdes på våren 2013 Melody Hotel med Swedish Music Hall of Fame och Abbamuseet.

## Historik

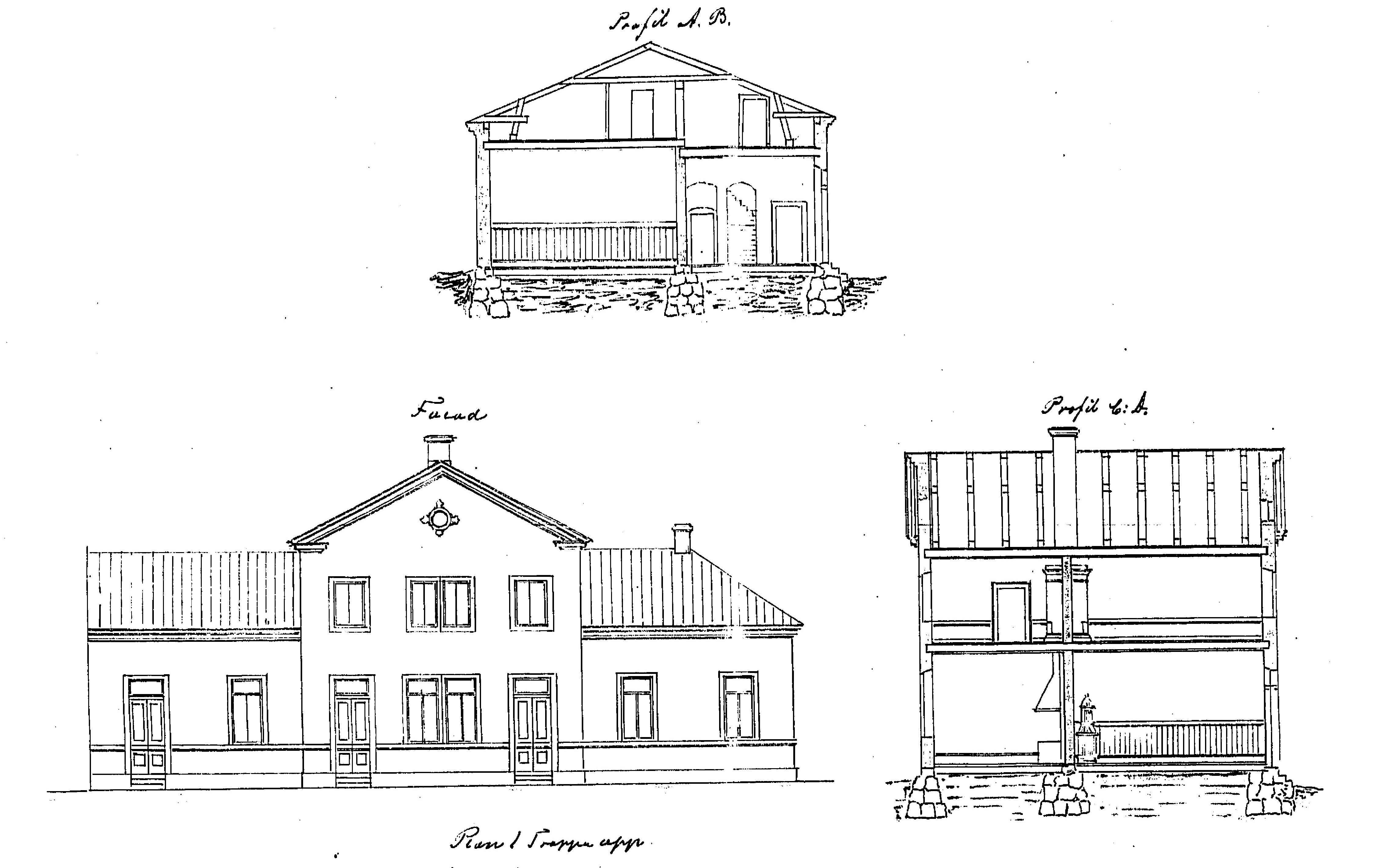
Utskänkningslokalen "Linden" 1880.

På platsen byggdes redan år 1880 en mindre "utskänkningslokal" som hette "Linden". 1929 följde en om- och tillbyggnad i av den ursprungliga restaurangen som utfördes i klassisk schweizerstil med inslag av tjugotalsklassisistisk tivoliarkitektur efter ritningar av Arre Essén. Huset byggdes för att medverka i Stockholmsutställningen 1930 som en öppen sommarrestaurang i Sveriges Allmänna Restaurangbolags regi utan isolering, vilket innebar att den inte kunnat användas året runt utan endast sommartid. 
Byggnaden bedömdes vara av särskilt kulturhistoriskt värde och var grönklassad enligt Stockholms stadsmuseets byggnadsklassificering. Från och med 1970-talet huserade ett antal diskotek och ungdomsklubbar sporadiskt i restauranglokalerna, bland annat Sweet Lord, Huset och Vegas. Sedan år 1993 stod byggnaden mer eller mindre oanvänd vilket medförde att den förfallit kraftigt.

## Rivning
Fastighetsnämnden överlät 1990 byggnaden till Rotaria Invest AB (ägt av David Cohen), mot att företaget skulle renovera huset senast 1995. Trots hot om vite på två miljoner tilläts huset att förfalla ännu mera. Stockholms stads revisorer framlade 2004 en rapport som stark kritiserade behandlingen av Lindgården, allt från att den skänktes bort, till den bristande uppföljningen av kontraktet samt att staden avstått från tomträttsavgälder på mer än tio miljoner kronor. 2005 fick fastigheten ett rivningsbeslut då det ansågs så pass förfallet att det inte gick att renovera. 2008 styckades fastigheten upp i två delar och delen där Lindgården funnits såldes för 25 miljoner kronor till bygg- och fastighetsbolaget Arcona. Rivningsbeslutet kritiserades av bland andra flera ledamöter av Stockholms skönhetsråd. Sommaren 2011 revs Lindgården för att ersättas av ett hotell.

## Bilder

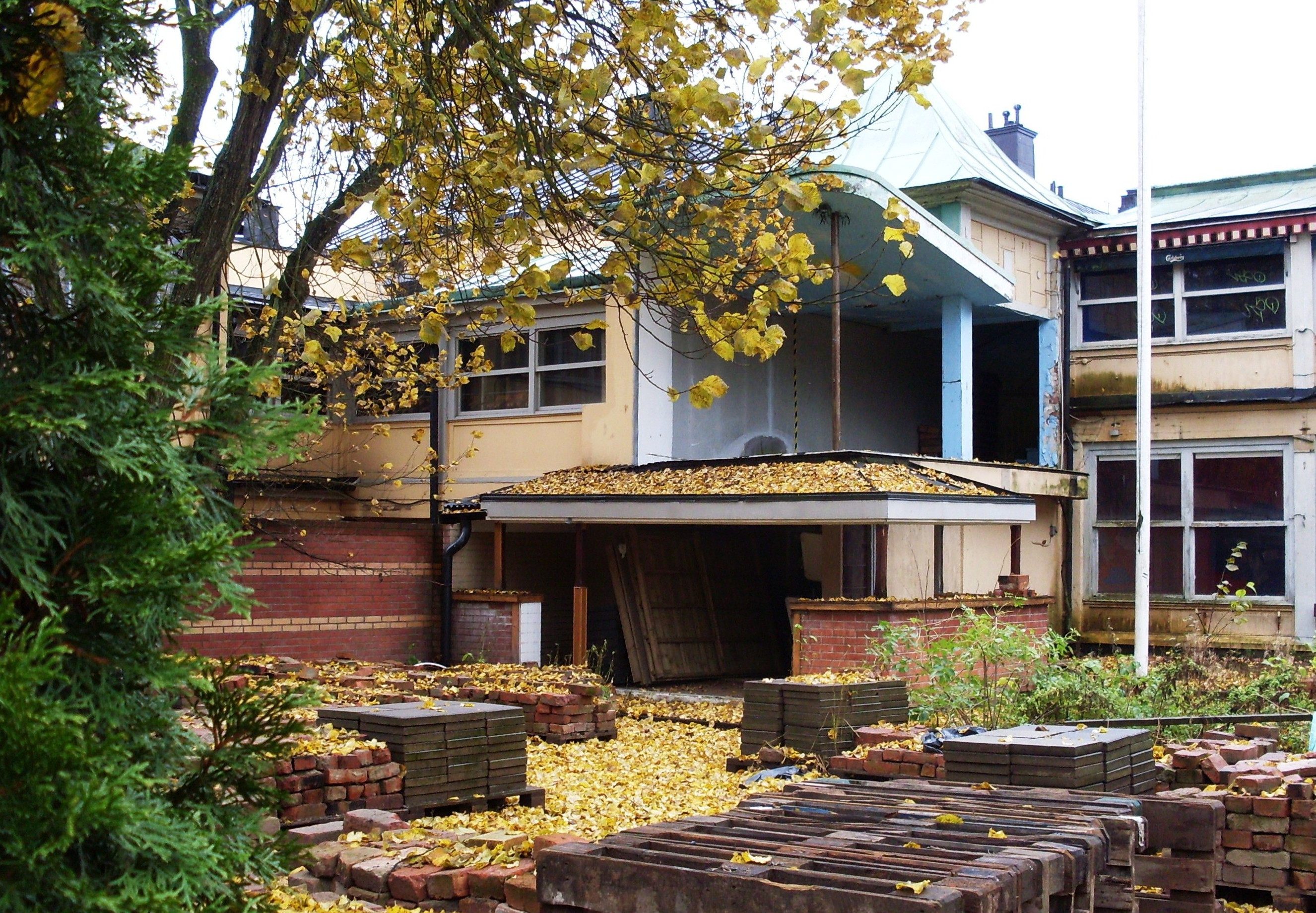
Den lilla utomhusscenen, 2010
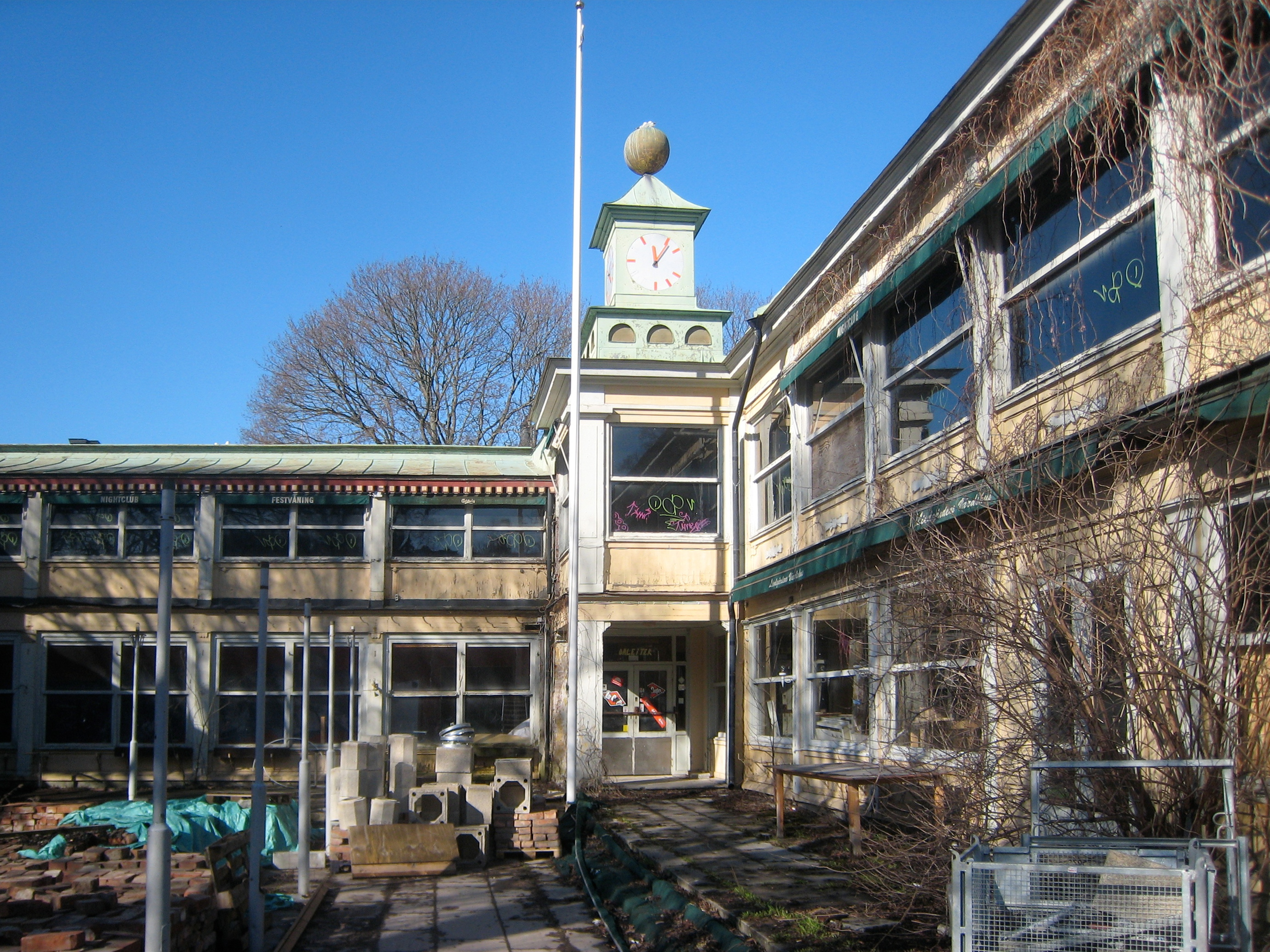
Klocktornet, 2010
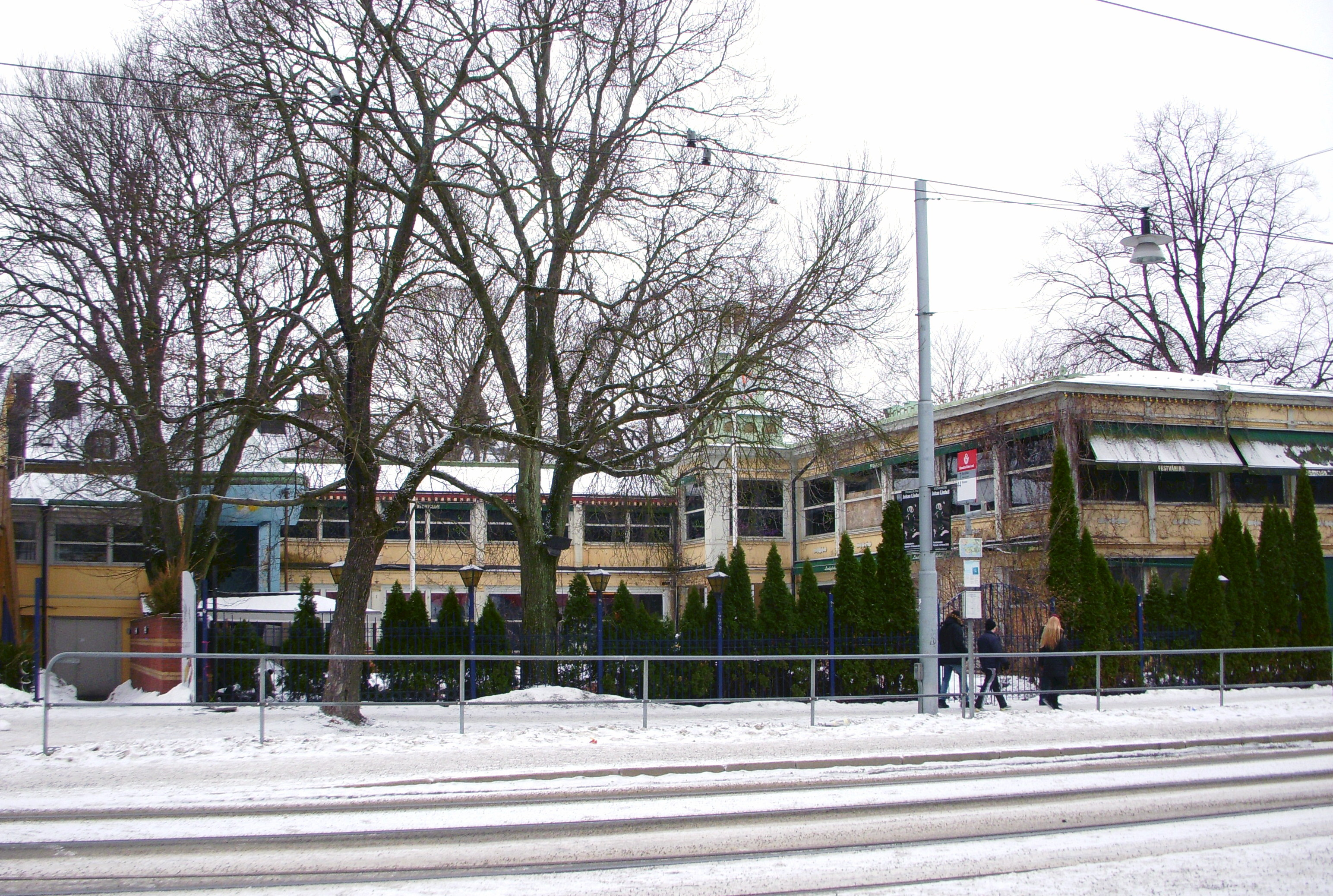
Lindgården, januari 2011
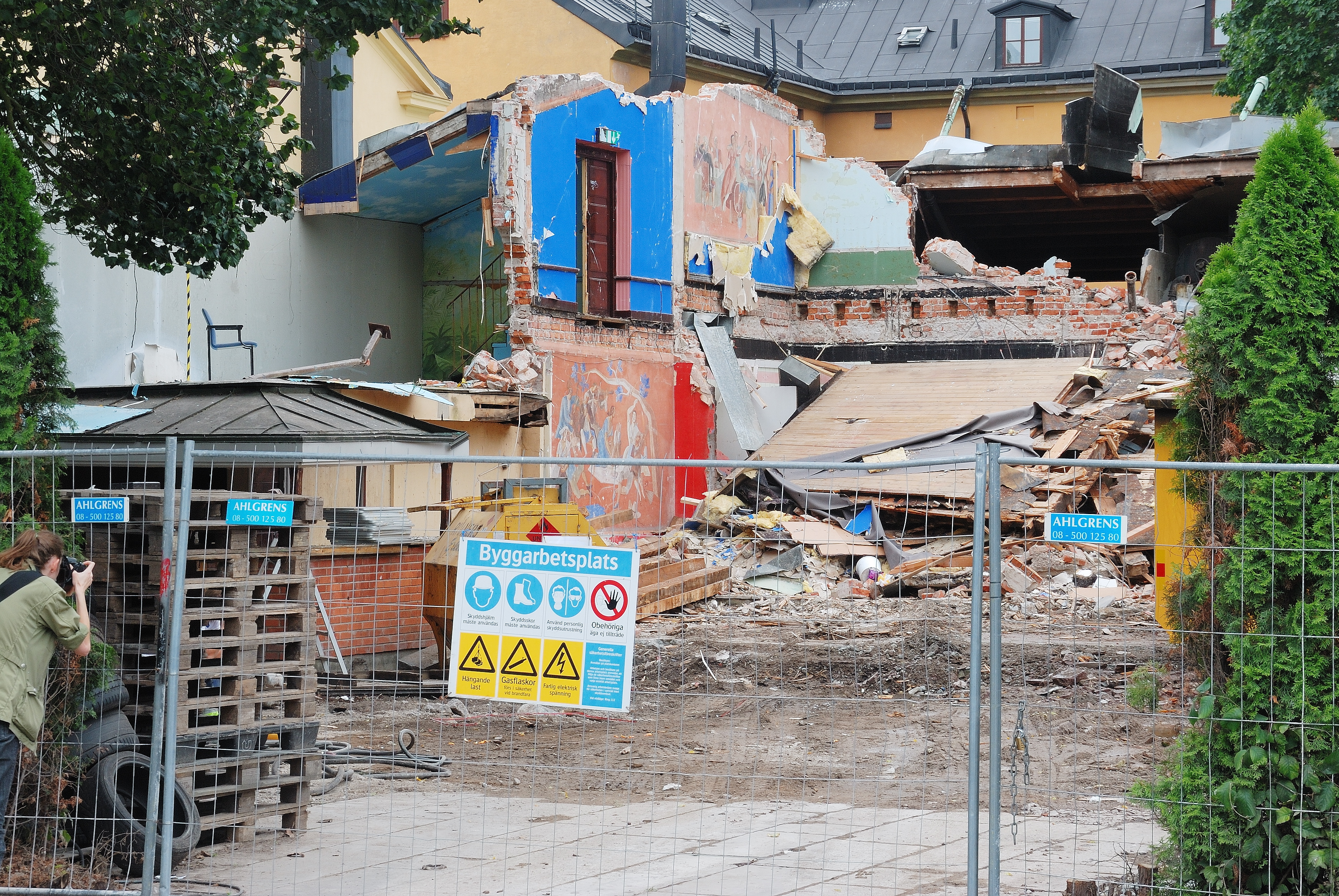
Rivning, juli 2011

## Nybyggnad
Den beslutade detaljplanen avsåg en stor hotellbyggnad med glasfasader och i fyra våningar. Planen överprövades av länsstyrelsen, som anförde i sitt beslut att det är av "särskild betydelse att en ny byggnad harmonierar med helhetsmiljön, annars riskeras att befintlig kulturhistoriskt värdefull miljö kan komma att skadas". Sedan omarbetades detaljplan vilket innebar att den ursprunglig planerade byggnaden minskade i yta och volym. Även glasfasaden försvann. Den nya planen vann laga kraft i november 2011. På våren 2013 invigdes nuvarande byggnad som innehåller Melody Hotel, Abbamuseet och Swedish Music Hall of Fame. Byggherre var Arcona som anlitade  Johan Celsing Arkitektkontor.